# Exroad
株式会社exroad（エクスロード）は、日本の気候テック系スタートアップ企業。
カーボンクレジットや排出量取引制度に関するデータを、人工知能（AI）を活用して収集・整理し、制度設計の動向を含む関連情報を統合したプラットフォームを提供している。

## 概要
同社は、GXリーグ参加企業などGX（グリーントランスフォーメーション）領域に取り組む大手企業を主な対象とし、関連政策情報・市場価格・他社事例などの情報を統合的に整理・提供するSaaS型情報プラットフォームを運営している。サービスはJ-クレジットやJCM（二国間クレジット制度）、パリ協定第6条といった複数のカーボンクレジット制度を横断的にカバーしており、資料作成支援や社内共有機能など、実務向けの機能が特徴。
また、東京証券取引所カーボン・クレジット市場整備室と共同で排出量取引制度およびカーボンクレジット市場に関する実態調査を行うなどリサーチ・コンサルティング業務も行っている。

## 主な利用企業
主な利用者は東京ガス、出光興産、INPEX、関西電力、住友商事、伊藤忠商事、日立製作所、ダイキン工業、商船三井、JFEエンジニアリング、農林中央金庫など（2025年5月同社ウェブサイトより）

## 外部連携・受賞歴
- カーボンクレジット評価機関であるSylvera社（英国）と提携[8]
- 男子プロゴルフ「第50回ダンロップフェニックストーナメント」におけるカーボンオフセットの取り組み：林野庁主催森林×ACTチャレンジ2024J－クレジット部門林野庁長官賞優秀賞受賞[9]
- 「JAPAN MOBILITY SHOW 2023（旧東京モーターショー）」におけるカーボンオフセット[10]